# Suhayr al-Qalamawi
Suhayr al-Qalamawi, également connue comme Suhair al-Qalamawi, Soheir al-Qalamawy, Suhair el-Calamawy et Soheir el-Qalamawy (20 juillet 1911, Le Caire - 5 mars 1997, Le Caire) est une femme politique et figure littéraire égyptienne. Elle façonne l'écriture et la culture arabe à travers ses textes, son activisme féministe et ses différents plaidoyers.  
Suhayr al-Qalamawi est l'une des premières femmes à fréquenter l'université du Caire. En 1941, elle devient la première femme égyptienne à obtenir une maîtrise et un doctorat pour ses travaux en littérature arabe. Une fois diplômée, elle intègre le corps professoral de l'université en tant que première maîtresse de conférences.
Elle est également l'une des premières femmes égyptiennes à occuper un certain nombre de postes, notamment celui de présidente du département de langue arabe de l'université du Caire et présidente de l'Union féministe égyptienne. Ses écrits comprennent deux volumes de nouvelles, dix études critiques et de nombreuses traductions de la littérature mondiale. Aḥādīth jaddatī (Les Contes de ma grand-mère), l'un de ses ouvrages les plus renommés est publié en 1935.

## Biographie
Originaire du Caire, Suhayr al-Qalamawi y passe toute sa vie. Elle grandit au sein d'une famille très attachée à l'instruction de ses membres féminins. Dès sa plus jeune enfance, elle est autorisée à parcourir la vaste bibliothèque de son père. L'exposition à des auteurs comme Taha Hussein, Rifa'a al Tahtawi et Muhammad ibn Iyas contribue à motiver ses ambitions littéraires et à façonner sa voix en tant qu'écrivaine.
Enfant pendant la révolution égyptienne de 1919, elle trouve ses influences majeures parmi les représentantes féminines de l'époque, telle la militante féministe Huda Sharawi et la figure nationaliste Safia Zaghoul. Ce mouvement féministe vise alors à déplacer le débat dans la rue pour créer un engagement social plus profond. Cette vision du militantisme a fortement inspiré les idéaux féministes de Suhayr al-Qalamawi.
À partir de 1935, elle publie un large éventail d'œuvres littéraires, y compris des nouvelles, des études critiques, des magazines culturels et des traductions. Elle meurt au Caire le 4 mai 1997.

## Formation
En 1928, Suhayr al-Qalamawi est diplômée de l'American College for Girls. Elle envisage dans un premier temps d'étudier la médecine comme son père à l'université du Caire. Cependant, à la suite du rejet de son inscription, elle est encouragée par celui-ci à se spécialiser dans la littérature arabe. Elle devient la première femme à fréquenter l'université du Caire et la seule femme parmi quatorze élèves à étudier la littérature arabe. Elle y fait la connaissance de Taha Hussein, président du département de langue arabe et rédacteur en chef du Cairo University Magazine. À partir de 1932, elle œuvre comme rédactrice en chef adjointe du Cairo University Magazine et devient la première femme à obtenir une licence de journalisme en Égypte. Pendant ses années d'études, elle participe à la réalisation et production de programmes pour le service de radio-diffusion égyptien. 
Après avoir obtenu une maîtrise universitaire ès lettres, elle est lauréate d'une bourse d'études et s'installe à Paris pour poursuivre ses recherches. En 1941, sa thèse achevée, elle est la première femme à recevoir un doctorat ès lettres de l'université du Caire.

## Carrière professionnelle
Suhayr al-Qalamawi ouvre une nouvelle voie de l'enseignement en devenant la première femme maîtresse de conférences au sein de l'université du Caire en 1936. Elle évolue par la suite au poste de professeure puis présidente du département de langue arabe entre les années 1958-1967. Aucune femme n'avait eu accès à la présidence d'un département universitaire avant cette nomination. En 1958, elle entame une carrière politique en tant que députée jusqu'en 1964, puis de nouveau entre 1979 et 1984. 
Elle est élue présidente de l'Union féministe égyptienne, puis nommée à la tête de la Ligue des femmes diplômées des universités arabes en 1959, où elle pose les bases de la coopération entre l'Union égyptienne et l'Association internationale des universités. En 1967, elle est à la tête de l'Autorité générale égyptienne du cinéma, du théâtre et de la musique. À partir de 1968, elle dirige la Communauté de la culture pour les enfants.
Suhayr al-Qalamawi a largement contribué à la lutte pour les droits des femmes non seulement à travers des œuvres littéraires, mais également à travers sa participation à des conférences de femmes arabes où elle plaide pour l' égalité des droits. En 1960, elle devient présidente de la Conférence internationale de la femme. En 1961, elle anime la première conférence sur les arts folkloriques. En 1962, elle met en place un comité chargé d'accompagner les étudiantes palestiniennes de l'université afin de répondre à leurs préoccupations concernant le conflit israélo-palestinien.
Parallèlement à ses activités d'auteure, elle dirige l'Organisation égyptienne pour l'édition et la distribution, au sein de laquelle elle souhaite élargir l'audience des lecteurs, encourager les jeunes écrivains et écrivaines et promouvoir l'industrie du livre. En 1967, elle organise la première foire internationale du livre du Caire, soit la première foire internationale du livre au Moyen-Orient. Entre 1964 et 1971, elle occupe le poste de cheffe de l'Organisation générale du livre, puis celui de présidente du Conseil de la censure de 1982 à 1985.

## Thèmes et aspirations littéraires
Parmi plus de quatre-vingts publications, l'ouvrage le plus ancien et le plus célèbre de Suhayr al-Qalamawi est son premier recueil de nouvelles, Aḥādīth jaddatī (Les Contes de ma grand-mère) publié en 1935. Cet ouvrage est également le premier volume de nouvelles rédigé par une femme à être édité en Égypte.  
L'auteure analyse le rôle social de la femme en tant que préservatrice de l'histoire de la communauté et s'appuie sur la culture du récit oral. Le livre repose sur la transmission d'un passé raconté par une grand-mère à sa petite-fille. À travers cette histoire personnelle, Suhayr al-Qalamawi rédige une critique sociale de la guerre et insiste sur la place des femmes et populations civiles confrontées au quotidien au conflit bien qu'éloignées du front. Ainsi, le personnage de la grand-mère extrait la morale de ses souvenirs et établit des comparaisons entre le passé et le présent, en privilégiant souvent le passé. Pour l'écrivaine, ces histoires personnelles de sœurs et de grands-mères sont porteuses d'un profond message féministe. Comme beaucoup d'autres œuvres de fiction dans les années 1930, cette collection de nouvelles fournie une représentation réaliste de la société des classes moyennes égyptiennes et de la société paysanne.   
La thèse de son doctorat, un article de recherche sur Alf Lailah wa Lailah (Les Mille et une nuits), marque le fondement de sa mission féministe. Par le biais de ses personnages Suhayr al-Qalamawi vise à libérer la nouvelle femme égyptienne en prônant l'accès à l'instruction, la culture et une liberté de choix quant à sa vie personnelle et familiale. Cette "nouvelle femme" utilise non seulement son intelligence et ses qualités propres pour atteindre l'égalité femmes-hommes, mais s'efforce également de rééduquer les hommes afin d'obtenir l'égalité des sexes. Ce message est notamment développé dans les ouvrages Limitation in Literature (1955) et The World Between Two Bookcovers (1958).
Ses traductions d'œuvres telles que Chinese stories de l'auteure américaine Pearl Buck (1950) et The Taming of the Shrew (La Mégère apprivoisée) de William Shakespeare (1964) illustrent davantage son engagement dans la lutte pour les droits des femmes et une sensibilisation accrue de la gent masculine à ces inégalités. Suhayr al-Qalamawi fonde plusieurs magazines culturels traitant de sujets contemporains tels que le cinéma, la musique et les arts. D'autres travaux significatifs incluent The Devils Play and Dance (1965), The Dissident’s Literature (1941) et The World in a Book (1958).
Son travail a été reçu chaleureusement par les critiques, beaucoup la considèrent comme une « figure littéraire remarquable du mouvement culturel contemporain en Égypte ».

## Distinctions
Suhayr al-Qalamawi a reçu des prix et une reconnaissance pour son travail littéraire, son leadership et son engagement féministe. Ces prix comprennent notamment : 
- Prix de l'Académie de langue arabe pour sa thèse de doctorat sur Les mille et une nuits, 1945
- Prix d'excellence en littérature jeunesse, elle est la première femme à obtenir cette distinction, 1955
- State Encouragement Prize, 1955
- Prix d'excellence en littérature, partagé avec le Dr Shawki Deif, 1963
- Prix Nasser, attribué par l'Union soviétique, 1976
- Prix d'excellence en littérature, 1977
- Medal of Appreciation, 1977
- Medal of the Republic, première classe, 1978
- Medal of Achievement, 1978
- State Appreciation Prize for Literature
- Doctorat honorifique de l'Université américaine du Caire (AUC), 1987

En outre, elle est honorée par le Gouvernorat du Caire lors de la Journée de la femme égyptienne en 1955. En 1993, elle est reconnue par la Foire internationale du livre du Caire, pour son travail de présidente de l'Organisation générale du livre égyptien. 
Le 20 juillet 2014, Google dédie un doodle à l'écrivaine pour le 103e anniversaire de sa naissance. Le Doodle atteint tous les pays du monde arabe. 